# 陳亮 (景泰舉人)
陳亮（15世紀—15世紀），字孔明，福建泉州府晉江縣人，明朝政治人物。

## 生平
陳亮是景泰元年（1450年）庚午科福建鄉試舉人，授羅源訓導，陞內黃教諭，任滿後不再出仕，其文學修養與品行道義均獲時人推崇，泉州知府高越聘請他修纂府志，到八十三歲才去世。

## 引用
1. 1 2  道光《晉江縣志·卷四十三·人物志·宦績之四》：陳亮，字孔明。景泰庚午舉人，授羅源訓導，升內黃教諭。秩滿，乞終養不出。文學行誼，一時推重。太守高越延修郡志。年八十三卒。